# Уитбред, Сэмюэл
Сэмюэл Ховард Уитбред (англ. Samuel Whitbread; 18 января 1764[…], Кардингтон, Бедфордшир — 6 июля 1815, Мейфэр, Большой Лондон) — британский политик.

## Биография
Сын пивовара. Получил образование в Итонском колледже , Крайст-черч и колледже Святого Иоанна в Кембридже, после чего отправился в европейское турне, посетив Данию, Швецию, Россию, Польшу, Пруссию , Францию и Италию. Вернувшись в Англию в мае 1786 года присоединился к успешному пивоваренному бизнесу своего отца.
В 1790 году избран в палату депутатов парламента и был одним из наиболее опасных противников Питта; оставался депутатом в течение двадцати трёх лет. Был реформатором — поборником религиозных и гражданских прав, за отмену рабства, сторонником национальной системы образования и в 1795 году спонсором неудачного законопроекта о введении минимальной заработной платы.
Восхищался Наполеоном и его реформами во Франции и Европе. Надеялся, что многие реформы Наполеона будут реализованы в Великобритании. Энергично сопротивлялся объявлению войны против Французской республики и играл большую роль в уничтожении торговли неграми. Менее счастлив был в своём стремлении добиться парламентской реформы.
После смерти Фокса стал во главе оппозиции; в 1814—1815 гг. безуспешно восставал против ожесточения, с которым союзники относились к Франции, и в отчаянии перерезал себе горло бритвой, когда увидел победу коалиции.